# Sajtovići
Sajtovići är en ort i Bosnien och Hercegovina.   Den ligger i entiteten Republika Srpska, i den östra delen av landet, 70 km nordost om huvudstaden Sarajevo. Sajtovići ligger 324 meter över havet och antalet invånare är 277.
Terrängen runt Sajtovići är huvudsakligen kuperad, men åt nordväst är den platt. Närmaste större samhälle är Kalesija, 7,3 km norr om Sajtovići. 
Omgivningarna runt Sajtovići är en mosaik av jordbruksmark och naturlig växtlighet. Runt Sajtovići är det ganska tätbefolkat, med 67 invånare per kvadratkilometer.